# حنبلية
الْحَنْبَلِيَّةُ أو الْمَذْهَبُ الْحَنْبَلِيُّ أو الْفِقْهُ الْحَنْبَلِيُّ ينسب للإمام أحمد بن محمد بن حنبل أبي عبد الله الذهلي الوائلي الشيباني (164هـ - 241هـ)، هو مذهب فقهي من المذاهب الفقهية المشتهرة الأربعة عند أهل السنة والجماعة، كالمذهب الحنفي، والمذهب المالكي، والمذهب الشافعي. وقد انتشر المذهب في العراق أولاً ثم في الشام ثم في مصر ثم في نجد.

## نبذة عن مؤسس المذهب

تخطيط اسم الإمام أحمد بن حنبل كما هو منقوش في المسجد النبوي.

أبو عبد الله أحمد بن محمد بن حنبل الذهلي الشيباني، من أهل العراق، وُلد سنة 164 هـ في بغداد ونشأ فيها يتيمًا، وقد كانت بغداد في ذلك العصر حاضرة العالم الإسلامي، تزخر بأنواع المعارف والفنون المختلفة، وكانت أسرة أحمد بن حنبل توجهه إلى طلب العلم، وفي سنة 179 هـ بدأ ابن حنبل يتَّجه إلى الحديث النبوي، فبدأ يطلبه في بغداد عند شيخه هُشَيم بن بشير الواسطي حتى توفي سنة 183 هـ، فظل في بغداد يطلب الحديث حتى سنة 186 هـ، ثم بدأ برحلاته في طلب الحديث، فطلب الحديث في مدن العراق، ورحل إلى والحجاز وتهامة واليمن، وأخذ عن كثير من العلماء والمحدثين، وعندما بلغ أربعين عاماً في سنة 204 هـ جلس للتحديث والإفتاء في بغداد، وكان الناس يجتمعون على درسه حتى يبلغ عددهم قرابة خمسة آلاف، عُرف أحمد منسوباً إلى اسم جدّه حنبل أكثر من اسم والده محمد، وذلك لأن حنبلاً كان والياً للأمويين في خراسان، ومن الدعاة إلى قيام دولة العباسيين، فكانت شهرة حنبل أقوى.

اشتُهر ابن حنبل بصبره على المحنة التي وقعت به والتي عُرفت باسم «فتنة خلق القرآن»، وهي فتنة وقعت في العصر العباسي، وفي شهر ربيع الأول سنة 241هـ، مرض أحمد بن حنبل ثم مات، وكان عمره سبعًا وسبعين سنة. 
ولم يؤلف الإمام أحمد كتابًا في الفقه إنما أخذ أصحابه مذهبه من أقواله وأفعاله وأجوبته لكنه صنف في الحديث كتابه الكبير المسند.

## أصول المذهب
أصول المذهب الحنبلي:
1. الكتاب
2. السنة
3. الإجماع
4. فتوى الصحابي
5. القياس
6. الاستصحاب
7. المصالح المرسلة
8. سد الذرائع

وقد ذكر ابن القيم أن الأصول التي بنى عليها الإمام أحمد فتاواه، خمسة وهي:
- أولاً: النصوص، فإذا وجد النص أفتى بموجبه، ولم يلتفت إلى ما خالفه، ولذلك قدم النص على فتاوى الصحابة.[6]
- ثانياً: ما أفتى به الصحابة[7] ولا يُعلم مخالف فيه، فإذا وجد لبعضهم فتوى ولم يعرف مخالفاً لها لم يتركها إلى غيرها، ولم يقل إن في ذلك إجماعاً بل يقول من ورعه في التعبير: «لا أعلم شيئاً يدفعه».
- ثالثاً: إذا اختلف الصحابة تخير من أقوالهم ما كان أقربها إلى الكتاب والسنة، ولم يخرج عن أقوالهم، فإن لم يتبين له موافقة أحد الأقوال حكى الخلاف ولم يجزم بقول، قال إسحاق بن إبراهيم بن هانئ: قيل لأبي عبد الله: «يكون الرجل في قومه فيُسأل عن الشيء فيه اختلاف»، قال: «يفتي بما وافق الكتاب والسنة، وما لم يوافق الكتاب والسنة أمسك عنه».
- رابعاً: الأخذ بالحديث المرسل والحديث الضعيف إذا لم يكن في الباب شيء يدفعه، وهو الذي رجحه على القياس، وليس المراد بالضعيف عنده الباطل ولا المنكر ولا ما في روايته متهم بحيث لا يسوغ الذهاب إليه.[8] قال ابن قدامة: مراسيل أصحاب النبي صلى الله عليه وسلم مقبولة عند الجمهور[9]
- خامساً: القياس، فإذا لم يكن عند الإمام أحمد في المسألة نص، ولا قول الصحابة أو واحد منهم، ولا أثر مرسل أو ضعيفاً، ذهب إلى القياس، فاستعمله للضرورة كما قال ابن القيم، وقد رُوي عن الإمام أحمد أنه قال: «سألت الشافعي عن القياس فقال: إنما يُصار إليه عند الضرورة».[10][11] وقول أحمد بالقياس واعتباره حجة في الأحكام الشرعية يتمشى مع منهجه السلفي، واتباع الصحابة رضوان الله عليهم على وجه الخصوص، فقد استعملوا القياس.[12]

## أعلام المذهب الحنبلي
- أحمد بن حنبل
- عبد الله بن أحمد بن حنبل
- أبو بكر الخلال
- أبو بكر المروذي
- ابن رجب الحنبلي
- ابن قدامة المقدسي
- ابن القيم
- ابن تيمية
- ابن الجوزي
- عبد القادر الجيلاني
- ابن بلبان الحنبلي
- الحجاوي
- البهوتي
- عبد القادر التغلبي
- السفاريني
- عبد الرحمن البعلي
- أحمد بن صالح الشامي
- حسن بن عمر الشطي
- محمد بن عبد الوهاب

## أبرز مؤلفات المذهب
كتب القضاء والإفتاء
- منتهى الإرادات لابن النجار 972هـ، وكتابه هذا هو عمدة متأخري الحنابلة وعليه القضاء والإفتاء. وشرحه دقائق أولي النهى في شرح المنتهى لمنصور بن يونس البهوتي.
- الإقناع للحجاوي. وشرحه كشاف القناع عن متن الإقناع لمنصور البهوتي.
- غاية المنتهى في الجمع بين الإقناع والمنتهى جمع فيه مؤلفه مرعي الكرمي المتوفى سنة 1033هـ بين الإقناع والمنتهى. وشرحه مطالب أولي النهى في شرح غاية المنتهى لمصطفى الرحيباني.

كتب الخلاف في المذهب والخلاف العالي
- المغني لموفق الدين بن قدامة المقدسي يعتني بذكر الخلاف بين المذاهب الأربعة وذكر الاختيارات الفقهية للصحابة والتابعين.
- الإنصاف في معرفة الراجح من الخلاف لعلاء الدين علي بن سليمان المرداوي، وهو موسوعة في ذكر الخلاف في المذهب.

كتب التعليم والتدريس
- زاد المستقنع للحجاوي وشرحه الروض المربع شرح زاد المستقنع لمنصور بن يونس البهوتي.
- دليل الطالب لنيل المطالب لمرعي الكرمي المتوفى سنة 1033هـ وعليه عدة شروح.
- أخصر المختصرات لابن بلبان، وعليه عدة شروح.
- عمدة الطالب للبهوتي وشرحه هداية الراغب لعثمان النجدي.

## كتب عن المذهب
- المدخل إلى مذهب الإمام أحمد بن حنبل، لابن بدران الحنبلي.
- طبقاتُ الحنابلةِ، لابنِ أبي يعلى.
- ذيل طبقات الحنابلة، لابن رجب الحنبلي.
- مدارج تفقه الحنبلي، لأحمد القعيمي.
- سنوات الحنابلة، لعلي آل بابطين.
- معالم المذهب الحنبلي - ما لا يسع الحنبلي جهله - للدكتور ذياب الغامدي.

## أماكن الانتشار

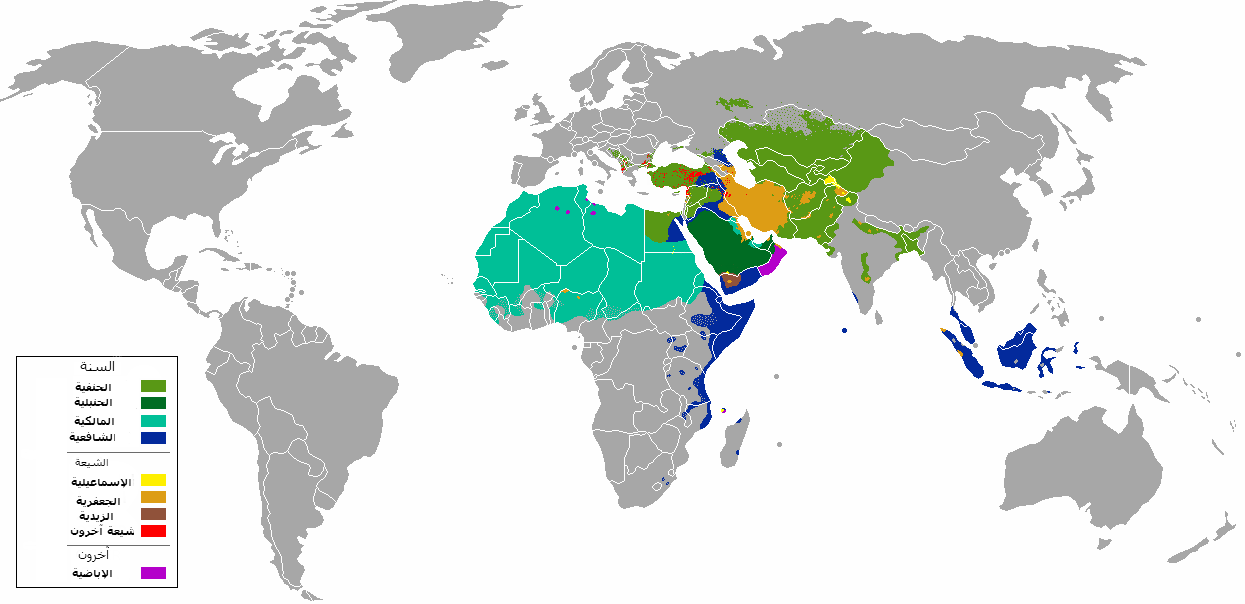
أماكن انتشار المذهب الحنبلي (اللون الأخضر الغامق) في العالم

تكون المذهب الحنبلي في بغداد؛ محل مولد إمام المذهب أحمد ووفاته، ومنها انتشر في أنحاء العراق، وخاصة في الزبير، ولم ينتشر خارج العراق إلا في القرن الرابع فما بعد؛ حيث خرج المذهب إلى الشام، وهو القاعدة الثانية للمذهب، وفي القرن السادس فما بعده دخل المذهب إلى مصر، وكان له وجود وانتشار في: إقليم الديلم، والرحاب، وبالسوس من إقليم خوزستان، وفي بلاد الأفغان، وفي جزيرة العرب: في نجد -وهي القاعدة الثالثة للمذهب-، وفي الحجاز، والأحساء، وقطر، والبحرين، والإمارات العربية، وعمان، والكويت.

### المذهب في بغداد
وهي: قاعدة المذهب الأولى؛ ففيها كانت نشأة المذهب الحنبلي وظهوره، وقوي أمره بها في القرن الرابع الهجري، وصار ينافس بقية المذاهب السنية، وصار للحنابلة حضور علمي كبير.
وأخذ المذهب في القوة والانتشار على يد تلاميذ أحمد بن حنبل، الذين دونوا مذهبه في كتب المسائل عنه، ثم جمع الخلال (ت: 311 هـ) ما أمكنه منها في كتاب: «المسند الجامع للمسائل عن الإمام أحمد»، ثم تتابع الناس على التأليف حتى بلغ الحسن بن حامد (ت: 403 هـ) في زمانه مبلغا عظيما؛ تأليفا، وقراءة، وإقراء، وصار من ثماره تلميذه: أبو يعلى محمد بن الحسين بن الفراء الحنفي ثم الحنبلي، المولود سنة 380 هـ، والمتوفى سنة 458 هـ؛ الذي كثر عنه الآخذون، وانتشر المذهب في عصره وازدهر؛ حتى كان بحق شيخ الحنابلة ومحقق المذهب.

### المذهب في الشام
في بيت المقدس، وفلسطين، وفي طرابلس، وفي نابلس، وقراها: جماعيل، وجراعة، ورامين، وغيرها.
ثم في دمشق، وأعمالها؛ مثل: أزرع، ودوما، والصالحية، وجبل قاسيون، وغيرها، وفي حلب، وحماه، وحمص، وبعلبك.
وأول شامي يترجم في الحنابلة: ناصح الدين أبو الفرج عبد الواحد بن محمد ابن علي بن أحمد الأنصاري الخزرجي الشيرازي، ثم البغدادي، ثم المقدسي، ثم الدمشقي؛ شيخ الإسلام في وقته، المتوفى سنة 486 هـ بمقبرة الباب الصغير بدمشق.
وله ذرية وعقب اشتهروا باسم: "بيت ابن الحنبلي"؛ أخذ عن القاضي أبي يعلى في بغداد، ثم رحل إلى بيت المقدس؛ فنشر المذهب في القدس وما حوله، ثم انتقل إلى دمشق؛ فانتشر فيها المذهب، وتخرج به الأصحاب، وكان من بركته: آل قدامة.
وبقي المذهب منتشرا في بلاد الشام إلى زمن مجيء الدولة العثمانية التي يتمذهب سلاطينها وقضاتها وغيرهم بالمذهب الحنفي، مع ميلهم إلى تقليد رعاياهم إياه؛ فلم يزل الحنابلة بعدها ببلاد الشام في اضمحلال.

### المذهب في مصر
كان للمذهب وجود قليل فيها، ومن ذلك الوجود القليل: أبو عمرو عثمان بن مرزوق القرشي، الفقيه الحنبلي، وكان قد صحب عبد الوهاب الجيلي بدمشق وتفقه، واستوطن مصر، وأقام بها حتى مات سنة (564 هـ). وهو أول حنبلي مصري يترجم في الحنابلة.
كما ذكروا في ترجمة عبد الغني بن عبد الواحد بن علي بن سرور المقدسي، المتوفى سنة 600 هـ: أنه دخل مصر، والإسكندرية، وأقام مدة في مصر، وكان له دور في اتساع المذهب.
وانتشر المذهب في مصر على يد أحد علماء حَجَّة من أعمال: نابلس في: القدس الشريف؛ وهو: موفق الدين أبو محمد عبد الله بن محمد بن عبد الملك بن عبد الباقي الحجاوي المقدسي، ثم القاهري، قاضي قضاة الحنابلة في الديار المصرية؛ المتوفى سنة 769 هـ؛ إذ تولى قضاء الديار المصرية للحنابلة سنة 738 هـ، واستمر فيه إلى أن مات.
وكان شرف الدين موسى الحجاوي المتوفى سنة 968 هـ صاحب: «الإقناع» و «زاد المستقنع» من ذرية ابن عم موفق الدين المسمى بالمجد سالم، وقيل: بل من ذرية الموفق نفسه، وقد انتشر المذهب في زمانه، وكثر فقهاء الحنابلة؛ حتى غلبوا في القرن الحادي عشر على بعض القرى المصرية؛ كقرية بهوت؛ القريبة من المحلة الكبرى بمصر، والتي خرج منها عدد من مشاهير فقهاء الحنابلة، وعلى رأسهم منصور بن يونس البهوتي المتوفى سنة 1051 هـ، صاحب «الدقائق» و«الكشاف»، وغيره من الكتب النافعة.
ويبدو أن المذهب أخذ يضعف بعد موت فقهائه المشاهير هناك؛ حتى أصبح في مستهل القرن الرابع عشر لا يمثله إلا قلة قليلة، ويمثله في الجامع الأزهر عدد يسير من الشيوخ والطلاب.

### المذهب في بلاد العجم
في مرو، والري، وآمد، وأصبهان، وهراة، وهمذان، والديلم، والسوس من إقليم خوزستان، وفي بلاد الأفغان؛ كما يعلم ذلك من تراجم عدد من علماء الحنابلة من القرن الرابع فما بعد، لاسيما في القرون: الخامس، والسادس، والسابع، والثامن؛ كما في: «ذيل طبقات الحنابلة» لابن رجب، وفي غيره.

### المذهب في جزيرة العرب
- الحجاز؛ وفيه الحرمان الشريفان: وهو مظنة وجود المذهب الحنبلي، ومن نظر في كتب التراجم المفردة لمكة والمدينة رأى فيها تسمية من شاء الله من الحنابلة.
- إقليم نجد: والذي يتأكد أن المذهب الفقهي الحنبلي كان سائدا فيه منذ القرن الحادي عشر الهجري، ولم يزل في تقدم واضح حتى ظهرت الدولة السعودية الأولى، والتي تبنت المذهب الحنبلي؛ فنما المذهب في قلب نجد نموا مطردا، لاسيما وأن الحركة التجارية بين نجد، والشام، والعراق، والأحساء كانت مطردة؛ فاستقر المذهب الحنبلي بقاعدته العريضة في نجد.

ومن نجد انتشر إلى قطر، والأحساء، والبحرين، والكويت، والإمارات العربية؛ وبخاصة في الشارقة، ورأس الخيمة، والفجيرة، وعمان؛ لاسيما في جعلان؛ بواسطة هجرة بعض الحنابلة من نجد، ونزوحهم هناك.

### المذهب في الهند
في الهند، يُتَّبع غالبية المسلمين المذهب الحنفي ، مع وجود أقلية تتبع المذهب الشافعي، بينما يوجد عدد محدود من أتباع المذهب الحنبلي في مدينة حيدر أباد. يُعتبر الشريف محمد صديق الحسيني الحيدرأباذي، المعروف بلقب محبوب الله (ت. 1313 هـ)، أول حنبلي في الهند. كان في الأصل على المذهب الحنفي ثم انتقل إلى المذهب الحنبلي. ألّف كتابًا بعنوان 'زاد آخرت' في الفقه الحنبلي باللغة الأردية. كان الشيخ محمد صديق الحسيني صوفيًا بارزًا، ولا يزال أتباعه على المذهب الحنبلي حتى يومنا هذا.

## أسباب عدم انتشار المذهب
ذكر بعض الباحثين عدة أسباب لعدم انتشار المذهب الحنبلي، فقال سالم الثقفي:
| حنبلية | وأما أسباب قلة أتباعه فمنها : 1. أولاً: أنه جاء بعد أن احتلت المذاهب الثلاثة التي سبقته في الأمصار الإسلامية قلوب أكثر العامة ، فكان في أكثر نواحي العراق مذهب أبي حنيفة ، وفي مصر المذهب الشافعي والمالكي ، في المغرب العربي والأندلس المذهب المالكي بعد مذهب الأوزاعي ، ولكن رغم تمكن هذه الظاهرة النفسية من نفوس الجماهير من المسلمين في بعض الأمصار إلا أنه في أكبر مدن الإسلام يومئذ - بغداد - قد رأينا أن مذهب الإمام أحمد جذبهم بما استمالهم به من قوة الإقناع وجلاء الوضوح في مرئياته . 2. ثانياً: أنه لم يكن منه قضاة ، والقضاة إنما ينشرون المذهب الذي يتبعونه ، فأبو يوسف ومِن بعده محمد بن الحسن رحمهما الله نشرا المذهب العراقي وخصوصاً آراء أبي حنيفة وتلاميذه ، وسحنون نشر المذهب المالكي وعمل على نشره أيضا الحكم الأموي في الأندلس ، ولم ينل المذهب الحنبلي تلك الحظوة إلا في بغداد أيام نشأته ، وإلا في الجزيرة العربية أخيراً ، وفي الشام وقتاً من الزمن . 3. ثالثاً: شدة الحنابلة على أهل البدع والضلالات ، وتمسكهم بالأمر عن الوقوع في المأثم ، واتباعاً منهم لأصلهم الذي تمسكوا به أكثر من سواهم وهو سد الذرائع ، وفي هذا الصدد حكى ابن الأثير قصة ما حصل منهم في سنة 323 هـ حينما قويت شوكتهم ، فصاروا يكبسون على دور القُوَّاد والعامَّة فإن وجدوا نبيذاً أراقوه ، وإن وجدوا مغنيَّة ضربوها وكسروا آلة اللهو حتى أثاروا بغداد . 4. رابعاً: أن الأكابر من أتباعه حين يبلغون درجة الإمامة يستبد بهم الورع عن إغراء الناس بمغريات الدنيا التي تجتذبهم إلى تمجيد المذهب في عيون العامة والسواد العام اكتفاء بعنصر الإقناع المتجسد في منهج المذهب الحنبلي. 5. خامساً: ضغوط الدولة العثمانية على أتباع المذهب الحنبلي حتى تلاشوا من موطنه الأم أولاً : بغداد ونواحيها ، ثم الشام وغيرهما من البلاد الأخرى ، وهذا سبب سياسي قوي الأثر إذا ما أخذ في الاعتبار اغتنام شدة تمسك الحنابلة في التشهير من قبل خصومهم بمذهبهم الذي كان بمثابة المرتع الخصيب للمناوئين له أو قل : للذين يهدفون لإحلال مذاهبهم محله . | حنبلية |

وقال ابن خلدون:
| حنبلية | فأما أحمد بن حنبل فمقلِّده قليل لبُعد مذهبه عن الاجتهاد وأصالته في معاضدة الرواية والأخبار بعضها ببعض ، وأكثرهم بالشام والعراق من بغداد ونواحيها ، وهم أكثر النَّاس حفظاً للسنَّة ورواية الحديث | حنبلية |

## آراء المذهب في العقيدة

### الاستواء
- سُئل الإمام أحمد عن الاستواء في قوله تعالى: «الرحمن على العرش استوى» فقال: «استوى كما أخبر لا كما يخطر للبشر».[23][24][25]
- عن عبد الملك بن عبد الحميد الميموني قال: «سألت أبا عبد الله أحمد عمن يقول : إن الله تعالى ليس على العرش فقال : كلامهم كله يدور على الكفر».[26]
- عن عبد الله بن أحمد قال:«قيل لأبي :ربنا تبارك وتعالى فوق السماء السابعة على عرشه بائن من خلقه ، وقدرته وعلمه بكل مكان ؟ قال : نعم ، لا يخلو شيء من علمه».[26]
- أورد عبد الله بن أحمد -و هو ابن الإمام أحمد بن حنبل- في كتابه السنة العديد من النصوص التي تدل على مذهب السلف و أنه مخالف للتأويل و التفويض البدعي. من النصوص التي أوردها نقل بآخره «و هل يكون الاستواء إلا بجلوس».[27] رغم أن بعض أهل السنة المعاصرين لا يرضون إطلاق لفظ الجلوس و استعماله إلا أن يرد بكتاب أو سنة .( استواءا يليق به سبحانه و بحمده .. ليس كمثله شئ و هو السميع البصير )[بحاجة لمصدر]

### رؤية الله في الآخرة
- قال حنبل:[28] «سألت أبا عبد الله أحمد بن حنبل عن الأحاديث التي تروى عن النبي ﷺ إن الله ينزل إلى السماء الدنيا ، فقال أبو عبد الله : نؤمن بها ونصدق بها ولا نرد شيئا منها إذا كانت أسانيد صحاح ، ولا نرد على رسول الله قوله ، ونعلم أن ما جاء به الرسول حق ، حتى قلت لأبي عبد الله : ينزل الله إلى سماء الدنيا قال قلت نزوله بعلمه أم بماذا ؟ ، فقال لي : اسكت عن هذا ، مالك ولهذا امض الحديث على ما روي»
- قال أبو بكر الخلال: وقد حدثنا أبو بكر المروذي قال: «سألت أبا عبد الله عن الأحاديث التي تردّها الجهمية في الصفات والرؤية والإسراء وقصة العرش ، فصححها أبو عبدالله ، وقال : قد تلقتها العلماء بالقبول ، نسلم الأخبار كما جاءت . قال : فقلت له إن رجلا اعترض في بعض هذه الأخبار كما جاءت ، فقال : يجفى . وقال ما اعتراضه في هذا الموضع ؟! يسلم الأخبار كما جاءت»[29]

### نفي التجسيم وإثبات الصفات
- قال حنبل عن أحمد:[30][31]| حنبلية | ﴿ليس كمثله شيء﴾ في ذاته كما وصف نفسه، قد أجمل الله الصفة لنفسه، فحد لنفسه صفة «ليس يشبهه شيء» ، وصفاته غير محدودة ولا معلومة، إلا بما وصف به نفسه، قال: فهو سميع بصير، بلا حد ولا تقدير، ولا يبلغ الواصفون صفته، ولا نتعدى القرآن والحديث، فنقول كما قال، ونصفه بما وصف نفسه، ولا نتعدى ذلك، ونؤمن بالقرآن كله، محكمه ومتشابهه، ولا نزيل صفة من صفاته لشناعة شنعت، وما وصف به نفسه من كلام ونزول وخلوة بعبده يوم القيامة ووضع كنفه عليه، فهذا كله يدل على أن الله سبحانه يرى في الآخرة، والتحديد في هذا كله بدعة، والتسليم فيه بغير صفة ولا حد، إلا بما وصف به نفسه، سميع بصير، لم يزل متكلما، عليم غفور، ﴿عَالِمُ الْغَيْبِ وَالشَّهَادَةِ﴾ ، ﴿عَلَّامُ الْغُيُوبِ﴾ ، فهذه صفات وصف بها نفسه لا تدفع ولا ترد، وهو على العرش بلا حد؛ كما قال تعالى: ﴿ثُمَّ اسْتَوَى عَلَى الْعَرْشِ﴾ ، ﴿لَيْسَ كَمِثْلِهِ شَيْءٌ﴾ ، وهو: ﴿خَالِقُ كُلِّ شَيْءٍ﴾ ، وهو سميع بصير، بلا حد ولا تقدير، ولا نتعدي القرآن والحديث، تعالى الله عما تقول الجهمية والمشبهة. - قلت له: المشبهة ما تقول؟ - قال: من قال بصر كبصري ويد كيدي وقدم كقدمي - فقد شبه الله بخلقه | حنبلية |
- روى أبو الفضل التميمي عن ابن حنبل أنه قال:| حنبلية | مهما تصورت ببالك فالله بخلاف ذلك | حنبلية |

### الخلاف بين الحنابلة والأشاعرة
يختلف الأشاعرة والحنابلة في مسائل في العقيدة منها: الاستواء ورؤية الله في الآخرة وتفسير الصفات، وحدثت عدة فتن بينهم، من أشهرها ما سماها السبكي بفتنة الحنابلة، وسماها الحنابلة كابن رجب الحنبلي وابن الجوزي بفتنة ابن القشيري، وذكر ابن رجب مضمون ذلك فقال:«أن أبا نصر القشيري ورد بغداد سنة 469 هـ ، وجلس في النظامية، وأخذ يذم الحنابلة وينسبهم إلى التجسيم، وكان المتعصب له أبو سعد الصوفي، ومال إلى نصره أبو إسحاق الشيرازي، وكتب إلى نظام الملك الوزير يشكو الحنابلة ويسأله المعونة، فاتفق جماعة من أتباعه على الهجوم على الشريف أبي جعفر في مسجده، والإيقاع به ، فرتب الشريف جماعة أعدهم لرد الخصومة إن وقعت، فلما وصل أولئك إلى باب المسجد رماهم هؤلاء بالآجر، فوقعت الفتنة، وقتل من أولئك رجل من العامة وجرح آخرون وأخذت ثياب، وأغلق أتباع ابن القشيري أبواب سوق مدرسة النظام وصاحوا: المستنصر بالله يا منصور - يعنون العبيدي الفاطمي صاحب مصر - وقصدوا بذلك التشنيع على الخليفة العباسي وأنه ممالئ للحنابلة، ولاسيما والشريف أبو جعفر ابن عمه»

## وصلات خارجية
- المذهب الحنبلي دراسة في تاريخه وسماته وأشهر أعلامه ومؤلفاته، عبد الله بن عبد المحسن التركي، على المكتبة الوقفية.
- مواقف مؤثرة من سيرة الإمام أحمد بن حنبل، شبكة الأولوكة.
- من الكتب المعتمدة في فقه الحنابلة.